# Ворсянка посевная
Ворсянка посевная, или Ворсянка садовая, или Ворсянка возделываемая (лат. Dipsacus sativus) — вид двулетних травянистых растений рода Ворсянка (Dipsacus) семейства Жимолостные (Caprifoliaceae).

## Ботаническое описание
Двулетние травянистые растения. Стебли до 2 метров высотой, ветвящиеся в верхней части, с шиповатыми рёбрами.
Прикорневые листья собраны в розетку, на коротких черешках, продолговато-обратнояйцевидные, 20–30 см длиной. Чаще голые, с редкими шипиками по обеим сторонам, край реснитчатый. Стеблевые листья супротивные, парные, сросшиеся основаниями, линейно-ланцетные, голые в том числе и по краю, цельные или пильчатые, шипики по главной жилке с абаксиальной (нижней) стороны и по краю.
Соцветия — головки продолговато-яйцевидной формы, 4–8 см длиной. Цветоложе вальковатое или шаровидное, плотно окружённое прицветными остроконечными чешуями. Листочки обёртки линейно-ланцетные, голые, с шипиками и прямые (в отличие от дуговидных у ворсянки суконной), по длине короче или равные головке. Прицветные чашелистики реснитчатые, оканчивающиеся плотным прямым колючим кончиком, отогнутым наружу и книзу, по длине почти не превышающие цветки. Цветки фиолетовые или изредка белые, с длинной трубочкой более 10 мм и четырехлопастным отгибом. Тычинок четыре. Чашечка четырёхгранная.
Плоды — семянки, около 5 мм длиной.
Хромосомное число 2n=18.

## Распространение и экология
Вид известен только в культуре. В период активного хозяйственного использования на территории СССР выращивался в Крыму, на Кавказе, в Средней Азии; в Европе — в Средиземноморском регионе.

## Этимология
Родовое название на латыни Dipsacus происходит от др.-греч. dipsaein —  «жаждать», так как сросшиеся основания супротивных листьев образуют углубление, в котором собирается дождевая вода. Родовое название на русском дано, так как головки растения использовались для ворсования (см. Хозяйственное значение).

## Хозяйственное значение

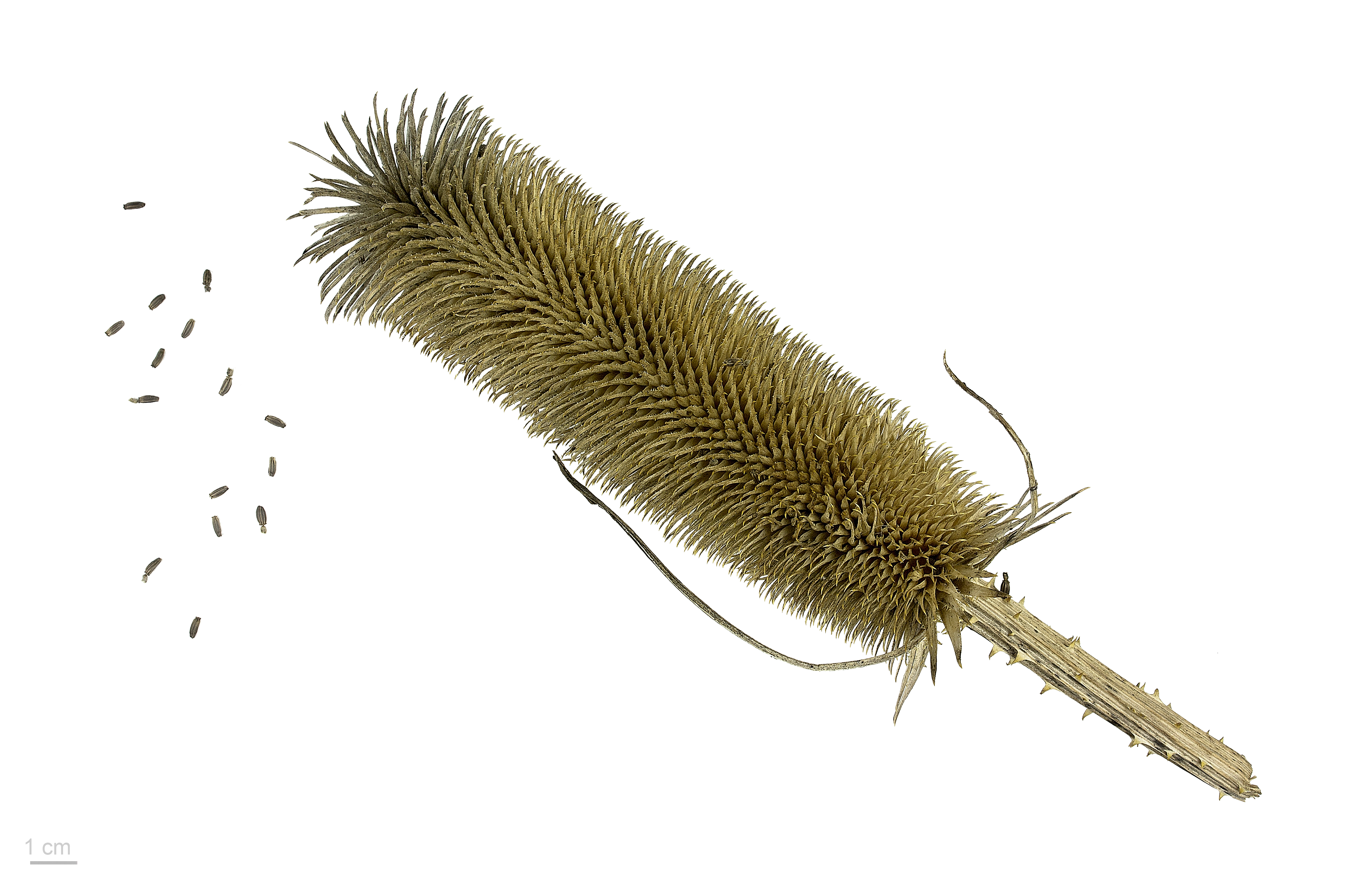
Соплодие ворсянки, используемое для ворсования

В XX веке и ранее, до повсеместного распространения кардолент, растение культивировалось для получения соплодий-головок, которые применялись для ворсования шерстяных и хлопчатобумажных тканей.

## Классификация

### Таксономия
Dipsacus sativus (L.) Honck., 1782, Verz. Gew. Teutschl. 1: 374
Вид Ворсянка посевная относится к роду Ворсянка (Dipsacus) семейства Жимолостные (Caprifoliaceae) порядка Ворсянкоцветные (Dipsacales). Кладограмма в соответствии с Системой APG IV по состоянию на декабрь 2023 года:
|  |                          |  |                                   |                                   |             |  | еще 1 семейство | еще 1 семейство |                   |  |  |  | еще 22 подтвержденных вида и 6 видов, ожидающих подтверждения |
|  |                          |  |                                   |                                   |             |  | еще 1 семейство | еще 1 семейство |                   |  |  |  | еще 22 подтвержденных вида и 6 видов, ожидающих подтверждения |
|  |                          |  |                                   | порядок Ворсянкоцветные           |             |  |                 |                 | Ворсянка          |  |  |  |                                                               |
|  |                          |  |                                   | порядок Ворсянкоцветные           |             |  |                 |                 | Ворсянка          |  |  |  |                                                               |
|  | клада Цветковые растения |  |                                   |                                   | Жимолостные |  |                 |                 | Ворсянка посевная |  |  |  |                                                               |
|  | клада Цветковые растения |  |                                   |                                   | Жимолостные |  |                 |                 |                   |  |  |  |                                                               |
|  |                          |  | ещё 63 порядка цветковых растений | ещё 63 порядка цветковых растений |             |  |                 | еще 28 родов    | еще 28 родов      |  |  |  |                                                               |
|  |                          |  |                                   | ещё 63 порядка цветковых растений |             |  |                 |                 | еще 28 родов      |  |  |  |                                                               |

### Синонимы
По данным GBIF на январь 2024 года в синонимику вида  Dipsacus sativus (L.) Honck. (1782) входят 10 синонимов:
- = Dipsacus fullonum Huds. (1762)
- = Dipsacus fullonum Mill. (1768)
- = Dipsacus fullonum subsp. fullonum L.
- = Dipsacus fullonum subsp. sativus (L.) Thell. (1912)
- = Dipsacus fullonum subsp. sativus (L.) Thell. ex P.Fourn. (1939)
- = Dipsacus fullonum var. sativus (L.) Schmalh. (1897)
- = Dipsacus fullonum var. sativus (L.) Thell
- ≡ Dipsacus fullonum var. sativus L. (1763)basionym
- = Dipsacus fullosum subsp. sativus (L.) Thull.
- = Dipsacus sylvestris subsp. fullonum Bonnier & Layens (1894)